# Pater Emmeram
Pater Emmeram OSB (* 1. März 1902 in Regensburg; † 3. Oktober 1994 ebenda; eigentlich Max Emanuel Maria Siegfried Joseph Antonius Ignatius Lamoral Prinz von Thurn und Taxis) war ein deutscher Benediktiner und Mitglied des früheren Fürstenhauses Thurn und Taxis.

## Leben
Max Emanuel Prinz von Thurn und Taxis war der viertälteste Sohn des Fürsten Albert von Thurn und Taxis und der Erzherzogin Margarethe Klementine von Österreich, er hatte sechs Brüder und eine Schwester. Sein ältester Bruder war Franz Joseph von Thurn und Taxis. Wie alle Mitglieder des Hauses Thurn und Taxis mit Vollendung des 18. Lebensjahres erhielt auch Max Emanuel den von Fürst Alexander Ferdinand von Thurn und Taxis (1704–1773) als Verdienst- und Hausorden gestifteten, seit 1806 nur noch als Hausorden verliehenen Orden De Parfaite Amitié.
Max Emanuel trat 1923 in das Kloster Neresheim ein. Als Ordensnamen bekam er den Namen Emmeram (nach dem heiligen Emmeram von Regensburg respektive nach dem Thurn und Taxis’schen Stammsitz Schloss St. Emmeram in Regensburg).

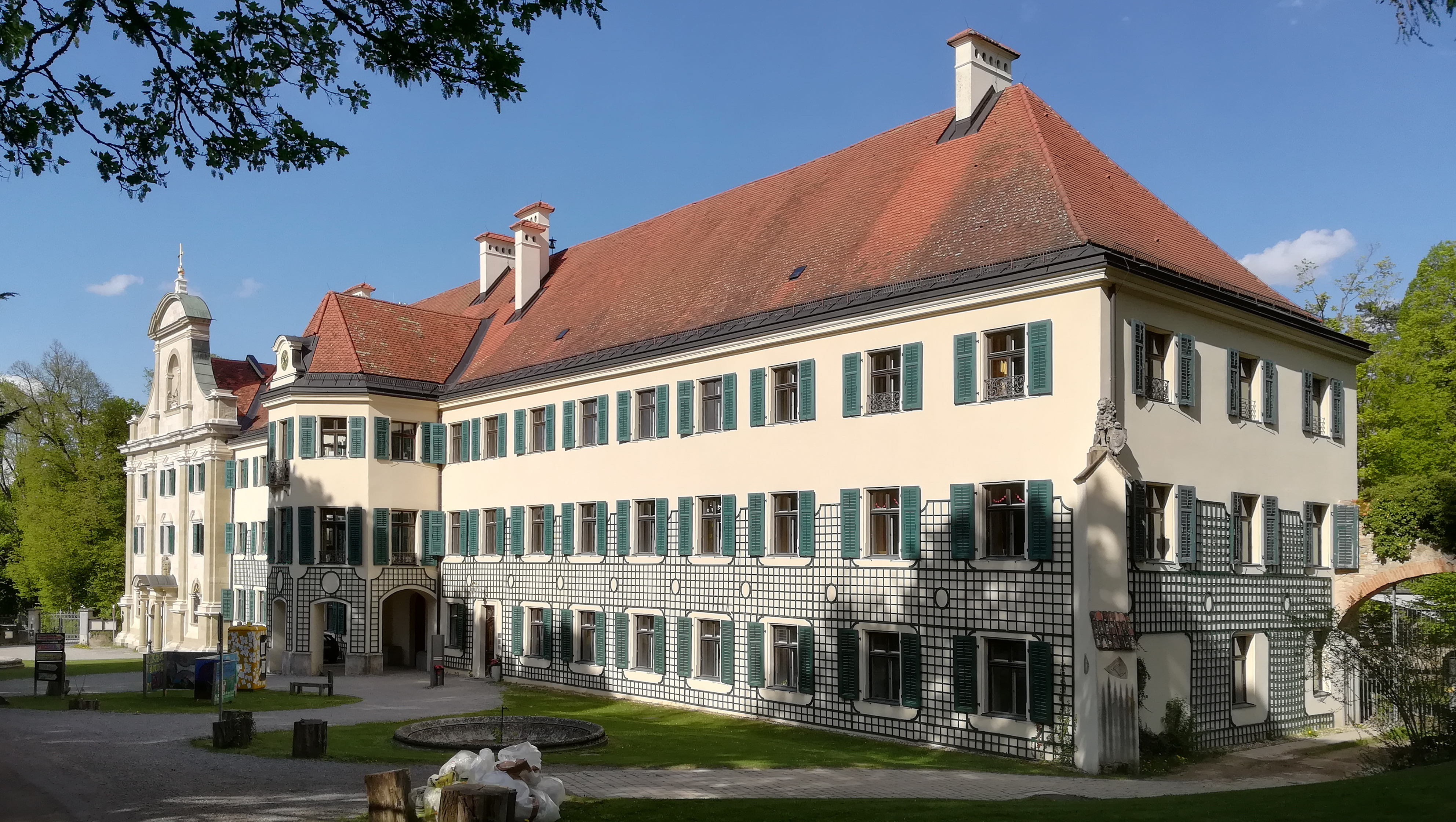
Klosterkirche und Fassade von Kloster Prüfening

Ab 1952 bewohnte er das im Besitz der Familie Thurn und Taxis befindliche ehemalige Kloster Prüfening. Sein Wunsch, dort wieder ein Benediktinerkloster zu etablieren und das Klosterleben wieder zu beleben, erfüllte sich nicht. In den Räumlichkeiten wurde in den 1950er-Jahren das Liturgiewissenschaftliche Institut Regensburg-Prüfening gegründet. In den letzten rund 30 Jahren seines Lebens lebte Pater Emmeram abgeschieden allein in dem Kloster. Einzelne Räume des großen Klosters stellte er einheimischen Jugendgruppen als Treffpunkt und armen Menschen als Wohnstatt zur Verfügung. Kunstinteressierte Besucher führte er selbst durch die Klosterkirche.
Anfang der 1970er Jahre wurde Pater Emmeram von dem Enthüllungsjournalisten Günter Wallraff porträtiert, der sich gemeinsam mit dem Pädagogen Wolfgang Erdle bei Emmeram unter dem Vorwand einquartiert hatte, als Laienbrüder in einen geistlichen Orden eintreten zu wollen. Wallraffs Reportage, die 1973 in dem Buch Ihr da oben, wir da unten veröffentlicht wurde, zeichnet Emmeram konträr zur verbreiteten öffentlichen Wahrnehmung als notorisch geizigen Menschen, der sein Umfeld bedenkenlos ausnutzte und zu einem vorgeblich höheren Zweck materielle Güter ansammelte. Im Jahr 1975 wurde die Reportage zusammen mit zwei weiteren Episoden aus dem Buch unter dem Titel Steckbrief eines Unerwünschten als Fernsehfilm für das Fernsehen der DDR verfilmt.
Pater Emmeram starb 1994 und wurde im Kloster Neresheim begraben.
Der von Pater Emmeram gegründete Verein Kloster Prüfening e. V. hatte im Laufe der Jahre ein erhebliches Vermögen in Höhe von umgerechnet über 3,5 Millionen Euro zur Wiedererrichtung des Klosters angesammelt. Da dieses Unternehmen letztlich scheiterte und Pater Emmeram kein Testament hinterlassen hatte, beschloss der Freistaat Bayern, diese Spendengelder auf verschiedene Stiftungen und kirchliche Einrichtungen zu verteilen, darunter die REWAG-Kulturstiftung. Auch der Bau der neuen Klosterbibliothek des Klosters Metten wurde teilweise aus dem Nachlass finanziert.

## Vorfahren
| Ahnentafel Pater Emmeram (1902–1994) | Ahnentafel Pater Emmeram (1902–1994)                                                                             | Ahnentafel Pater Emmeram (1902–1994)                                                                             | Ahnentafel Pater Emmeram (1902–1994)                                                                             | Ahnentafel Pater Emmeram (1902–1994)                                                                             | Ahnentafel Pater Emmeram (1902–1994)                                                                                        | Ahnentafel Pater Emmeram (1902–1994)                                                                                        | Ahnentafel Pater Emmeram (1902–1994)                                                                                        | Ahnentafel Pater Emmeram (1902–1994)                                                                                        |
| ------------------------------------ | --- | --- | --- | --- | --- | --- | --- | --- |
| Urgroßeltern                         | Fürst Maximilian Karl von Thurn und Taxis (1802–1871) ⚭ 1828 Frauen Wilhelmine von Dörnberg (1803–1835)          | Fürst Maximilian Karl von Thurn und Taxis (1802–1871) ⚭ 1828 Frauen Wilhelmine von Dörnberg (1803–1835)          | Herzog Max Joseph in Bayern (1808–1888) ⚭ 1828 Herzogin Ludovika Wilhelmine von Bayern (1808–1892)               | Herzog Max Joseph in Bayern (1808–1888) ⚭ 1828 Herzogin Ludovika Wilhelmine von Bayern (1808–1892)               | Erzherzog Joseph Anton Johann von Österreich (1776–1847) ⚭ 1819 Erzherzogin Maria Dorothea von Württemberg (1797–1855)      | Erzherzog Joseph Anton Johann von Österreich (1776–1847) ⚭ 1819 Erzherzogin Maria Dorothea von Württemberg (1797–1855)      | Prinz August von Sachsen-Coburg und Gotha (1818–1881) ⚭ 1843 Prinzessin Clementine d’Orléans (1817–1907)                    | Prinz August von Sachsen-Coburg und Gotha (1818–1881) ⚭ 1843 Prinzessin Clementine d’Orléans (1817–1907)                    |
| Großeltern                           | Fürst Maximilian Anton von Thurn und Taxis (1831–1867) ⚭ 1858 Herzogin Helene in Bayern (1834–1890)              | Fürst Maximilian Anton von Thurn und Taxis (1831–1867) ⚭ 1858 Herzogin Helene in Bayern (1834–1890)              | Fürst Maximilian Anton von Thurn und Taxis (1831–1867) ⚭ 1858 Herzogin Helene in Bayern (1834–1890)              | Fürst Maximilian Anton von Thurn und Taxis (1831–1867) ⚭ 1858 Herzogin Helene in Bayern (1834–1890)              | Erzherzog Joseph Karl Ludwig von Österreich (1833–1905) ⚭ 1864 Prinzessin Clotilde von Sachsen-Coburg und Gotha (1846–1927) | Erzherzog Joseph Karl Ludwig von Österreich (1833–1905) ⚭ 1864 Prinzessin Clotilde von Sachsen-Coburg und Gotha (1846–1927) | Erzherzog Joseph Karl Ludwig von Österreich (1833–1905) ⚭ 1864 Prinzessin Clotilde von Sachsen-Coburg und Gotha (1846–1927) | Erzherzog Joseph Karl Ludwig von Österreich (1833–1905) ⚭ 1864 Prinzessin Clotilde von Sachsen-Coburg und Gotha (1846–1927) |
| Eltern                               | Fürst Albert von Thurn und Taxis (1867–1952) ⚭ 1890 Erzherzogin Margarethe Klementine von Österreich (1870–1955) | Fürst Albert von Thurn und Taxis (1867–1952) ⚭ 1890 Erzherzogin Margarethe Klementine von Österreich (1870–1955) | Fürst Albert von Thurn und Taxis (1867–1952) ⚭ 1890 Erzherzogin Margarethe Klementine von Österreich (1870–1955) | Fürst Albert von Thurn und Taxis (1867–1952) ⚭ 1890 Erzherzogin Margarethe Klementine von Österreich (1870–1955) | Fürst Albert von Thurn und Taxis (1867–1952) ⚭ 1890 Erzherzogin Margarethe Klementine von Österreich (1870–1955)            | Fürst Albert von Thurn und Taxis (1867–1952) ⚭ 1890 Erzherzogin Margarethe Klementine von Österreich (1870–1955)            | Fürst Albert von Thurn und Taxis (1867–1952) ⚭ 1890 Erzherzogin Margarethe Klementine von Österreich (1870–1955)            | Fürst Albert von Thurn und Taxis (1867–1952) ⚭ 1890 Erzherzogin Margarethe Klementine von Österreich (1870–1955)            |
| Pater Emmeram (1902–1994)            | | | | | | | | |